# Paul de Sorbait

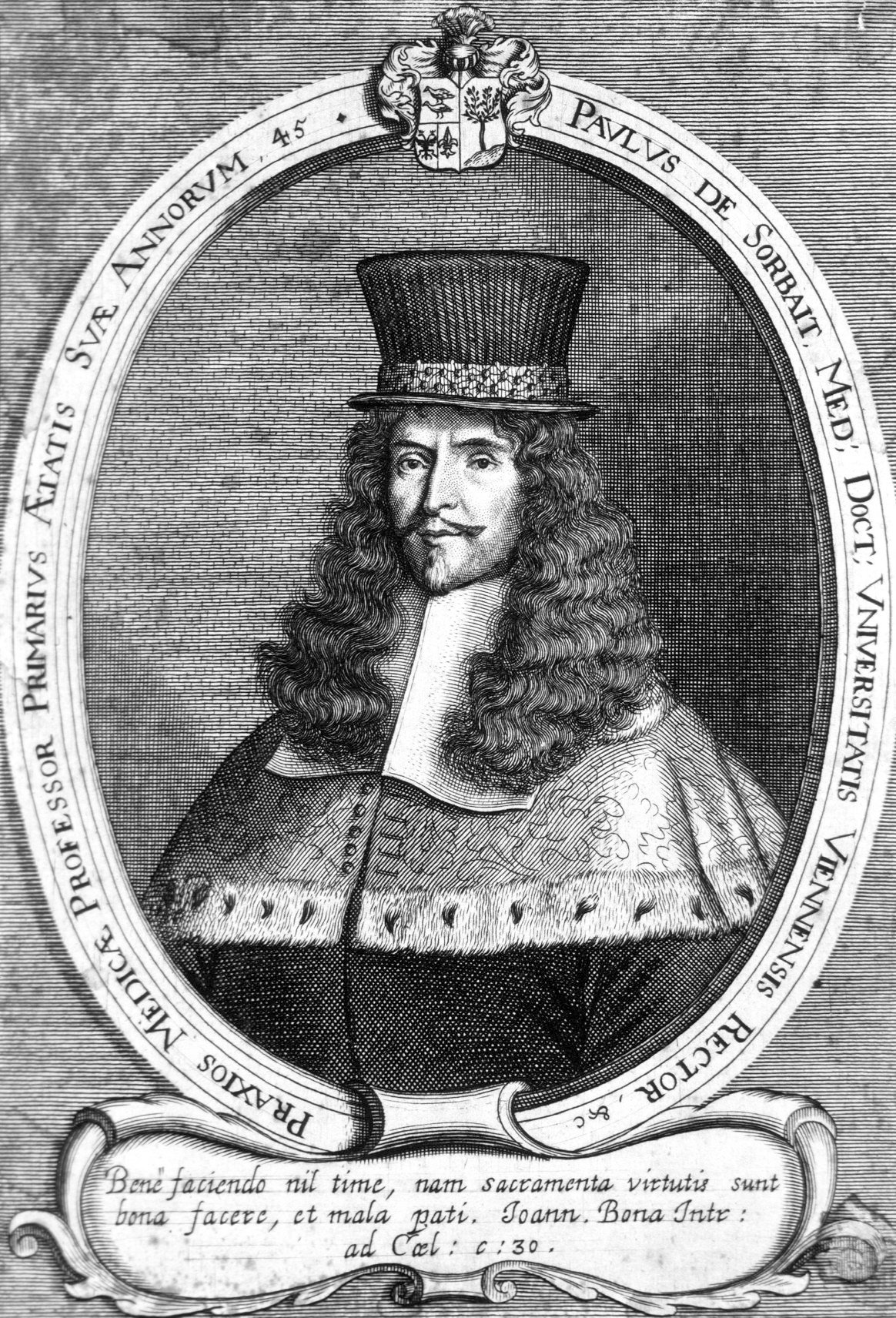

Paul de Sorbait (* 25. Januar 1624 in Montbliart, Belgien; † 29. April 1691 in Wien, St. Stephan) war ein Arzt und Rektor der Universität Wien.

## Leben und Wirken
Paul de Sorbait lernte das Geigenspiel und war im Jahr 1639 zunächst Wandermusiker. Er studierte Philosophie sowie Medizin in Paderborn, Wien und Padua. Nach seiner Promotion in Padua 1652 erfolgte die Repetition (Wiederaufnahme) an der Medizinischen Fakultät in Wien. Er betreute Patienten im Bürgerspital. 1655 berief wurde er Professor der Medizinischen Theorie, 1666 Professor der Anatomie bzw. der Medizinischen Praxis. 1658/59 war er Prokurator der Ungarischen Nation. Sorbait war dreimal Dekan der Medizinischen Fakultät (1666, 1669, 1678) und 1668 Rektor der Wiener Universität. Als Professor der Theorie besorgte er den Anatomie- und Botanikunterricht. Er ließ auf eigene Kosten das Goldberg-Stiftungshaus in Wien (Johannesgasse 13) für Studenten renovieren und darin eine Kapelle errichten. Weiters war er Leibarzt der Kaiserinwitwe Eleonore.
Sorbait erkannte die Gefahr von Feuer und Räucherungen zur Bekämpfung der Pest, da der Wind sich plötzlich drehen konnte. Es sei deshalb wichtig, fernab der Zivilisation zu verbrennen und manchmal sei es sogar besser, die verpesteten Dinge einzugraben, wenn die Windrichtung unbeständig sei. Er bekam hierbei Unterstützung durch einen weiteren Pestarzt, Friedrich Ferdinand Illmer. Seine Bemühungen, durch hygienische Maßnahmen (Versammlungsverbote, Kontakteinschränkungen, Isolation) die Pest zu bekämpfen, konnten allerdings den Ausbruch der Großen Pest in Wien von 1679 nicht verhindern. Sorbait erkannte die Ansteckung bereits 1678 an Jakob Meckhitz, einem Webergesellen, fand aber keinen Glauben bei seinen Kollegen und der Obrigkeit. Man sprach von „hitzigem Fieber“, um Panik, Sperren und Versorgungsprobleme zu vermeiden. Das führte dazu, dass in der ersten Jahreshälfte 1679 in Wien das übliche gesellschaftliche Leben weitergeführt und Zusammenkünfte ohne Einschränkungen abgehalten wurden, so wurden Gesandte eingeladen und grundlegende Rechtstexte, wie der Tractatus de iuribus incorporalibus im Beisein von Vertretern der Stände kundgemacht. Als im Juli 1679 die Zahl der Opfer dramatisch angestiegen war, war es zu spät. Sorbait war während der Seuche zum Pestinquisitor (Generalinquisitor in Pestangelegenheiten) ernannt worden. Er erstellte eine Pestordnung, auf den Vorarbeiten von Johann Wilhelm Ritter von Mannagetta beruhte und die allen geistlichen und weltlichen Behörden, Landgerichten, Burgfriedsherrschaften und Grundobrigkeiten zuging. In ihr wurden Symptome, Ursachen, Verhaltensmaßnahmen und die Errichtung von Pestlazaretten erklärt.
Die Situation zu Beginn des Seuchenausbruchs wurde vom bekannten Prediger Abraham a Sancta Clara mit den Worten kritisiert „… die laidige Sucht/ welche schon lang her unter dem Titul hitziger Krankheit von Gewissens losen Leuthen verhüllt/ endlichen in ein allgemeine giftige Contagion ausgebrochen …“
Ein besonderes Anliegen von Paul de Sorbait waren Botanik und Anatomie und er begründete die erste medizinische Bibliothek an der Universität. Von 1659 bis 1666 wurden zahlreiche Disputationen Sorbaits gedruckt. Er bewies damit eine ungewöhnlich aktive professorale Amtsführung. 1669 verteidigte einer seiner Studenten den neu entdeckten Blutkreislauf. In den „Ephemeriden“ der Leopoldina war er mit einer Vielzahl von Beobachtungen vertreten. Ab 1679 war Paul de Sorbait Generalinquisitor in Pestangelegenheiten.
Während der Belagerung Wiens durch das osmanische Heer 1683 gehörte Sorbait zu den in der Stadt verbliebenen Verteidigern und wurde zum Oberstwachtmeister in der akademischen Legion ernannt. Später war er Kommandant der 3. Akademischen Kompanie.
Der Mediziner Franz Stockhamer publizierte nach dem Tod Paul de Sorbaits aus dessen Manuskripten im Jahr 1700 ein „Examen obstetricum“.
Paul de Sorbait starb an einem Schlaganfall.

## Werke
- 1657 Beteiligung mit einem Beitrag an der Bearbeitung des Augsburger Arzneibuchs durch Johann Zwelfer.[2]
- 1667 Modus promovendi doctores in archilycaeo Viennensi […].
- 1669 Historia rectorum ac illustrium virorum archigymnasii Viennensis. (Fortsetzung des Catalogus rectorum des Georg Eder).
- 1680 Kommentare zu den Aphorismen des Hippokrates.[2]
- 1672 Universa medicina tam theoretica quam practica [Opera medica theoretico-practica]. Norimberga 1672.
- 1678 Nova et aucta institutionum medicarum Isagoge […]. (überarbeitete und verbesserte Neuauflage der Universa medicina).
- 1679 Consilium medicum dialogus, oder Freundliches Gespräch, uber den betrübten und armselgen Zustandt […].
- 1680 Commentaria et controversiae in omnes libros aphorismorum Hippokratis […].
- 1680 Praxios medicae, auctae et a plurimis typis mendis [...]. (nochmalige Überarbeitung der Universa medicina; enthält auch De modo promovendi, einige Disputationen unter dem Vorsitz Sorbaits sowie den Consilium medicum dialogus).
- 1680 Pest-Ordnung, oder der gantzen Gemein nutzlicher Bericht und Gutachten von der Pestilentz in genere […]. (Überarbeitung der Pestordnung Johann Wilhelm Mannagettas).
- 41 Observationes (Fallstudien) in den „Miscellanae curiosa sive ephemeridum medico-physicarum Germanicarum Academiae Caesareo-Leopoldina“.[1]

## Ehrungen
Am 23. Mai 1672 wurde er in die Deutsche Akademie der Naturforscher Leopoldina aufgenommen.
Im Jahr 1894 wurde in Wien Rudolfsheim-Fünfhaus (15. Bezirk) die Sorbaitgasse nach ihm benannt. Das Sorbait-Tor auf dem Campus der Universität Wien trägt seit 1998 seinen Namen.

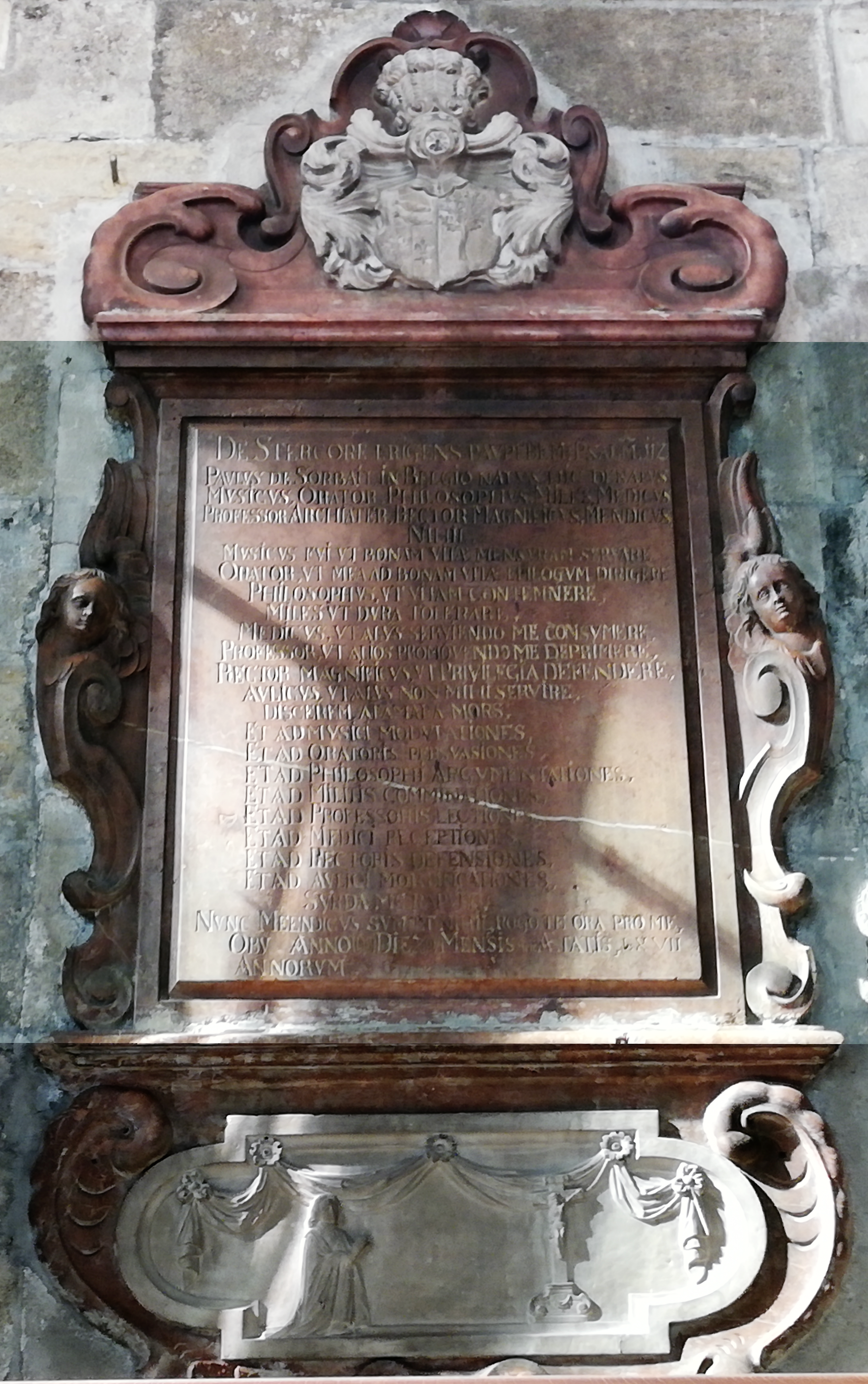
Epitaph des Paul de Sorbait

Im Wiener Stephansdom befindet sich – an der Südseite des Apostelchors, hinter der Sängertribüne und neben der Chororgel – sein Wandgrab: In dessen Oberteil befindet sich das Wappen Sorbaits aus hellgrauem Untersberger Marmor. Die Tafel im Unterteil des Epitaphs aus ebenfalls Untersberger Marmor zeigt Paul de Sorbait vor einem Standkreuz kniend. Die große Inschrifttafel im Mittelteil und der Rahmen des Epitaphs sind aus rotem Adneter Marmor. Die Inschrift ist nach der Renovierung 2024 wieder gut lesbar und lautet in deutscher Übersetzung:
Aus dem Kot hat er den Armen erhöht. (112. Psalm) - Paul de Sorbait, in Belgien geboren, hier gestorben. Musiker, Redner, Philosoph, Arzt, Professor, Leibarzt, Rector magnificus, Bettler, Nichts. -
Ich war Musiker, um den Takt eines guten Lebens zu kennen, Redner, um mich zu einem guten Ende des Lebens zu bringen, Soldat, um Schweres zu ertragen, Arzt, um im Dienste anderer mich selbst aufzureiben, Professor, um andere vorwärts zu bringen und mich selbst zu erniedrigen, Rektor Magnifikus, um die Privilegien der Universität zu verteidigen, Hofmann, um anderen, nicht mir, dienen zu lernen.
Aber der bittere Tod war taub gegen die süßen Weisen des Musikers, gegen die Überredungskünste des Redners, gegen alle Beweise der Philosophen, gegen die Drohungen des Soldaten, gegen die Vorlesungen des Professors, gegen die Verteidigung des Rektors, taub gegen alle Selbstverleugnung des Hofmanns. Nun bin ich ein Bettler und Nichts. Ich bitte dich, bete für mich!
2024 wurde aus Anlass seines 400. Geburtstages das Epitaph renoviert sowie im Foyer der Universitätsbibliothek Wien eine Ausstellung gestaltet, die von der Universitätsbibliothek Wien und der Österreichischen Akademie der Wissenschaften organisiert worden war: „Medikus und Professor, Soldat und Leibarzt. Der Wiener Pestexperte Paul de Sorbait (1624–1691)“. Die Eröffnung erfolgte mit einer Gedenkandacht unter der Leitung des Domdekans Rudolf Prokschi am 20. Juni 2024 im Stephansdom. Kuratorinnen der Ausstellung waren Daniela Angetter-Pfeiffer, Ulrike Denk, Nina Knieling.

## Belege und Anmerkungen
1. 1 2 3 4 5 6 7 8 9 10  Daniela Angetter-Pfeiffer, Ulrike Denk, Nina Knieling (Kuratorinnen): Medikus und Professor, Soldat und Leibarzt. Der Wiener Pestexperte Paul de Sorbait (1624-1691). Informationstafeln zur Ausstellung im Foyer der Wiener Universitätsbibliothek vom 20. Juni bis 14. September 2024.
2. 1 2 3 4 5 6  Ralf Bröer: Höfische Medizin. Strukturen der medizinischen Versorgung eines frühneuzeitlichen Fürstenhofes am Beispiel des Wiener Kaiserhofes (1650–1750), Habilitationsschrift für Geschichte der Medizin (Lehrstuhlinhaber Wolfgang U. Eckart), Ruprecht-Karls-Universität Heidelberg 2006, S. 70, S. 77, S. 536+537.
3. ↑  Georg Sticker: Abhandlungen aus Seuchengeschichte und Seuchenlehre, I. Band: Die Pest, Zweiter Teil: Die Pest als Seuche und als Plage, Alfred Töpelmann Gießen 1908, Seite 480.
4. 1 2  „Paul de Sorbaits anfängliches Scheitern“. Informationstafel der Ausstellung 2024 im Foyer der Universitätsbibliothek Wien.
5. ↑  Mitgliedseintrag von Paul von Sorbait bei der Deutschen Akademie der Naturforscher Leopoldina, abgerufen am 30. Mai 2022.
6. ↑  Herbert Posch: Tore der Erinnerung am Campus der Universität Wien. In: 650 plus – Geschichte der Universität Wien. Universität Wien, 7. März 2017, abgerufen am 1. September 2021.
7. 1 2  Paul de Sorbait. Restaurierung eines bemerkenswerten Epitaphs. In: Der Dom. Mitteilungsblatt des Wiener Domvereins. ZDB-ID 1054178-0. Heft 1/2024, S. 8.
8. ↑  Zitiert nach Annemarie Fenzl: Der Dom in Zeiten der Not, in: Unser Stephansdom, Nr. 131, März 2021, S. 3, abgerufen am 3. April 2021; der Artikel enthält auch eine Abbildung des Epitaphs.
9. ↑  Dieses Zitat ersetzt den Eintrag, der früher hier zu lesen war und sich auf das folgende Werk berief: Aloys Bergenstamm: Aufschriften in Gruften, Säulen, Grundsteinen und Häusern in Wien. In: Gerhard Fischer (Hg.), Denn die Gestalt dieser Welt vergeht, Geschichte der Kirchen .. der Stadt Wien, aufgezeichnet von dem Altertumsfreunde Aloys Bergenstamm (1754–1821), daedalus Verlag 1996. ISBN 3-900911-07-X, S. 215. Demnach lautet die Übersetzung des Textes oder ihrer Beschreibung:

Paulus von Sorbeid in Belgien geboren, hier verstorben, Musiker, Rhetoriker, Philosoph, Soldat, Arzt, Professor, Stadtarzt, Universitätsrektor, - ein Bettler, ein Nichts.
Musiker war ich, um den richtigen Takt zu wahren, Redner, um mich zu einem guten Redeschluß zu lenken, Soldat, um durch Förderung anderer mich herabzusetzen, Universitätsrektor, um die Privilegien zu verteidigen, Höfling, um zu lernen, anderen und nicht mir selbst zu helfen.
Jedoch der bittere Tod, taub gegenüber den Weisen des Musikers und den Überredungskünsten des Rhetorikers und den Drohungen des Soldaten und den Vorlesungen des Professors und den Verschreibungen des Arztes und den Verteidigungsreden des Rektors und den Erniedrigungen des Höflings, raffte mich hinweg. Nun bin ich ein Bettler und ein Nichts.
Ich bitte dich, bete für mich.
Er starb im Jahre 1691 am 29. des Monats April im Alter von 67 Jahren.

| Personendaten    | Personendaten                                           |
| ---------------- | ------------------------------------------------------- |
| NAME             | Sorbait, Paul de                                        |
| ALTERNATIVNAMEN  | Sorbait, Paul; Sorbait, Paul Ritter von                 |
| KURZBESCHREIBUNG | österreichischer Mediziner, Rektor der Universität Wien |
| GEBURTSDATUM     | 25. Januar 1624                                         |
| GEBURTSORT       | Montbliart, Belgien                                     |
| STERBEDATUM      | 29. April 1691                                          |
| STERBEORT        | Wien                                                    |